# Holzheim (Neuss)
Holzheim ist ein Stadtteil der Stadt Neuss mit knapp 8000 Einwohnern. Auf der ehemaligen NATO-Raketenstation ist heute die Langen-Foundation angesiedelt. Zudem befindet sich die Museumsinsel „Stiftung Insel Hombroich“ in Holzheim. Die Neusser Skihalle liegt gegenüber dem Kloster Kreitz am Ortsrand von Holzheim.

## Geographische Lage
Holzheim liegt im Südwesten der Stadt Neuss und erstreckt sich mit seinen Außenbezirken vom linken Erftufer im Osten bis zur A46 im Nordwesten. Im Süden grenzt Holzheim an die Außenbezirke der Stadt Grevenbroich, im Norden an den Neusser Stadtteil Reuschenberg.
Zu den Außenbezirken von Holzheim gehört das kleine Dorf Minkel bestehend aus Minkel-Lepp, Minkel 1, Minkel 2. Diese befinden sich tiefer gelegen in der Erftniederung.
Auch Hombroich/Süd, Hombroich/Nord, Eppinghoven, Gruissem/Ost und Kreitz gehören zu Holzheim.

## Geschichte

Früheres Gemeindewappen

Holzheim kann auf eine über 1200 Jahre währende Geschichte zurückblicken. Am 2. Mai 801 verkaufte ein Betto dem Abt Liudger von Werden/Ruhr seinen Hof bei dem Dorf Holtheim, das damals im Gau Nievenheim lag. Die katholische Pfarrei St. Martinus wurde 1320/23 erstmals erwähnt. Im Mittelalter gehörte Holzheim zum kurkölnischen Amt Liedberg. Von der ehemaligen Burg Erprath zwischen Holzheim und Weckhoven ist nur noch eine Motte vorhanden. Ursprünglich soll sich hier ein römischer Wachturm befunden haben.
Im Jahre 1794 besetzten französische Revolutionstruppen Holzheim. Es wurde die selbständige Mairie Holzheim gebildet, die zum Kanton Neuss im Département de la Roer gehörte. Nach dem Wiener Kongress kam Holzheim an das Königreich Preußen. 1816 entstand die Bürgermeisterei Holzheim, die bis 1853 von der Bürgermeisterei Grefrath mitverwaltet wurde. 1927 wurde die Bürgermeisterei Holzheim in Amt Holzheim umbenannt. 1935 erfolgte die Eingemeindung der Gemeinde Grefrath nach Holzheim, das sich nun Gemeinde Holzheim nannte. Sie hatte eine Fläche von 14,83 km² und umfasste die Ortschaften Holzheim, Minkel, Gruissem, Kreitz, Grefrath, Dirkes, Lanzerath, Röckrath.

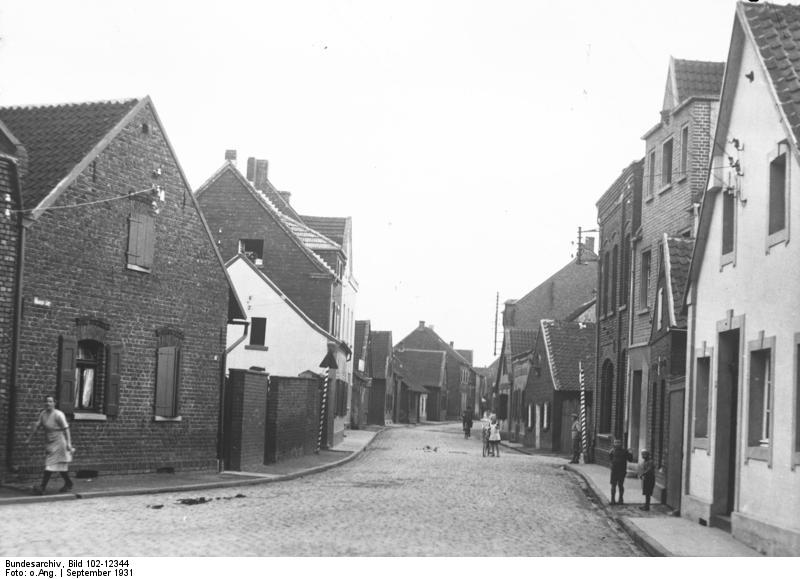
1931 wurde Holzheim durch den Gerichtsvollzieher vollständig gepfändet. 250 Familien mit insgesamt 2850 Köpfen sollen für leichtfertige Kreditgeschäfte ihres Ortes aufkommen. Der Versteigerungstermin war auf den 12. Oktober angesetzt.

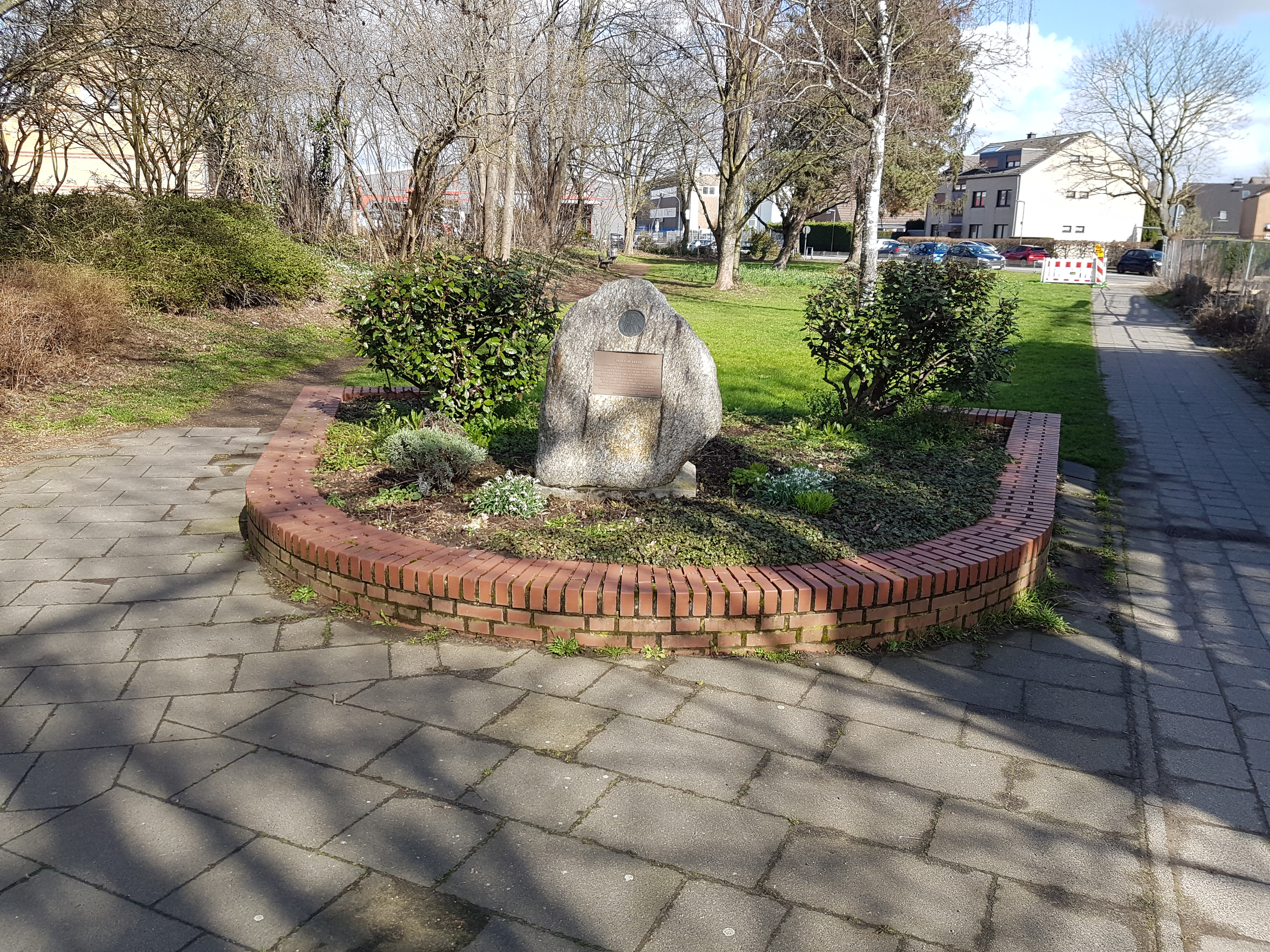
Gedenkstein an das Zugunglück vom 5. September 1937 in unmittelbarer Nähe zum Bahnhof in Holzheim

Am 5. September 1937 kam es im Bereich des Holzheimer Bahnhofs zu einem schweren Zugunglück, dem Eisenbahnunfall von Holzheim, bei dem 19 Menschen starben. Die Insassen des Zuges befanden sich auf dem Weg nach Kevelaer. Seit 2007 erinnert ein Gedenkstein am Bahnhof an das Unglück.
Im Frühjahr 1945 besetzten amerikanische Truppen die Ortschaften.
Der letzte Bürgermeister der Gemeinde Holzheim war Georg Becker (CDU) und sein Stellvertreter Willibald Steinlein (CDU). Der letzte Gemeindedirektor war Robert Labonte und sein allgemeiner Vertreter Peter Zimmermann. Am 1. Januar 1975 wurde die Gemeinde Holzheim in die Stadt Neuss eingegliedert. Obwohl Holzheim heute ein Stadtteil von Neuss ist, erkennt man doch immer noch die sehr eigenständige Struktur des Ortes. So hatte der Ort bis in die 1970er Jahre ein eigenes Krankenhaus. Vorhanden ist noch das alte Rathaus der Gemeinde. Typisch für Holzheim sind die vielen kleinen Gassen, welche die Straßen zusätzlich verbinden und den Ort wie kleine Adern durchziehen.

### Einwohnerentwicklung
- 06. Juni 1961: 6054
- 30. Juni 1964: 6373
- I27. Mai 1970: 6831 im Ort
- 30. Juni 1974: 8573 (Altgemeinde Holzheim mit Grefrath)
- 30. Juni 2006: 7841 (Stadtteil Holzheim)
- 30. Juni 2007: 7756
- 30. Juni 2008: 7703
- 30. Juni 2011: 7628

## Politik
Als ehemals selbständige Gemeinde besitzt Holzheim einen eigenen Bezirksausschuss, der ein Initiativrecht bezüglich aller Gegebenheiten hat, die den Stadtteil betreffen, und bei allen wichtigen Angelegenheiten angehört werden muss. Der Bezirksausschuss besteht seit der Eingliederung im Jahre 1975.
In ihm haben die CDU 9 Sitze, die SPD 4 Sitze, die FDP 3 Sitze, Bündnis 90/Die Grünen, so wie Die Linke und die UWG-Zentrum jeweils 1 Sitz.

## Kultur und Sehenswürdigkeiten

### Kunstwerke
In Holzheim stehen einige Skulpturen im öffentlichen Raum.
- Der Schütze, eine der für Anatol Herzfeld typischen, metallenen „Wächter“ Figuren. Der Künstler hatte einige Jahrzehnte sein Atelier in der Museumsinsel Hombroich, bis er 2019 verstarb.
- Das Kreuz, ein behauener Monolit an der Kirche Sankt Martinus, ebenfalls ein Kunstwerk von Anatol Herzberg
- Die Trauernde, eine steinerne Skulptur an der Kirche, von Josef Neuhaus, einem Neusser Künstler

### Museen
- Das Museum Insel Hombroich entstand im Jahre 1982, als Karl-Heinrich Müller an der Erftaue im Südosten von Holzheim einen ehemaligen Park aufkaufte, um dort dezentral Exponate seiner Sammlung ausstellen zu können. Diesem Projekt schlossen sich weitere Künstler wie unter anderem Erwin Heerich, Gotthard Graubner und Anatol Herzfeld an.
- Raketenstation Hombroich: 1994 wurde von Karl-Heinrich Müller eine ehemalige NATO-Raketenstation in der Nähe des Museums Insel Hombroich aufgekauft. Dort sind unter anderem Skulpturen, Ateliers, Veranstaltungshallen und das Internationale Institut für Biophysik vorhanden. Der Dichter Thomas Kling lebte von 1994 bis zu seinem Tod im Jahre 2005 auf der Raketenstation.
- 2004 wurde das von Tadao Andō entworfene Ausstellungshaus der Langen Foundation auf der Raketenstation eröffnet. Dort ist die Sammlung des Unternehmer-Ehepaars Viktor und Marianne Langen mit dem Schwerpunkt japanische Kunst und Malerei der westlichen Moderne ausgestellt.
- Das Feld-Haus – Museum für Populäre Druckgrafik ist eine Dependance des Clemens-Sels-Museums in Neuss und seit 2010 auch im Kunstraum Hombroich angesiedelt.
- Die Skulpturenhalle von Thomas Schütte ist eine weitere Ausstellungshalle, die südlich an die Raketenstation angrenzend 2016 erbaut wurde.

Das Museum Insel Hombroich und die Raketenstation verbinden Kunst mit Natur. So sind die Museumsbauten auf der Insel über eine Auen-, Park- und Wiesenfläche verteilt. Die Raketenstation schafft passend zur Geschichte eine Begegnung mit rauerer und zurückhaltenderer Naturgestaltung.

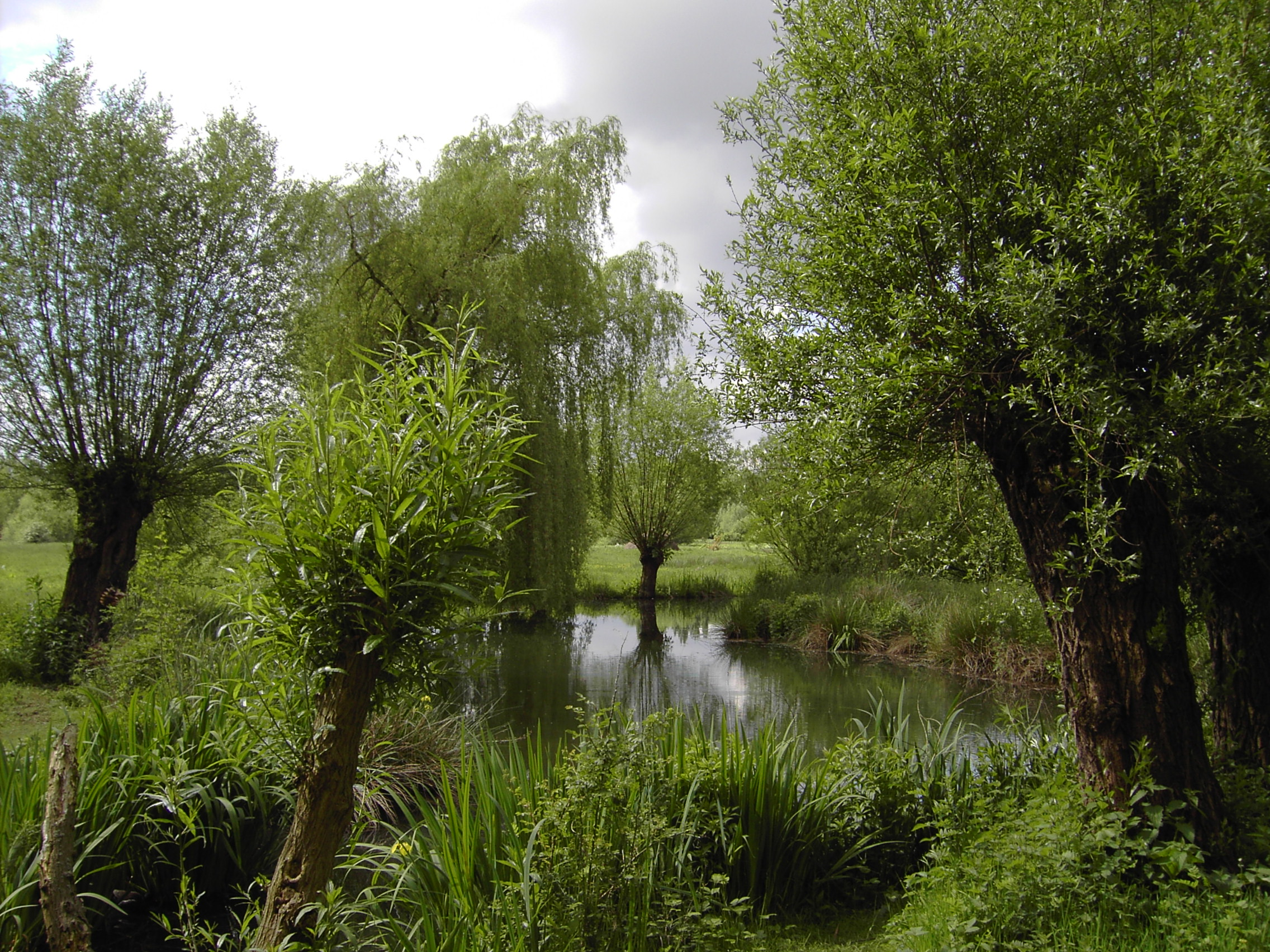
Auenlandschaft, Museumsinsel Hombroich
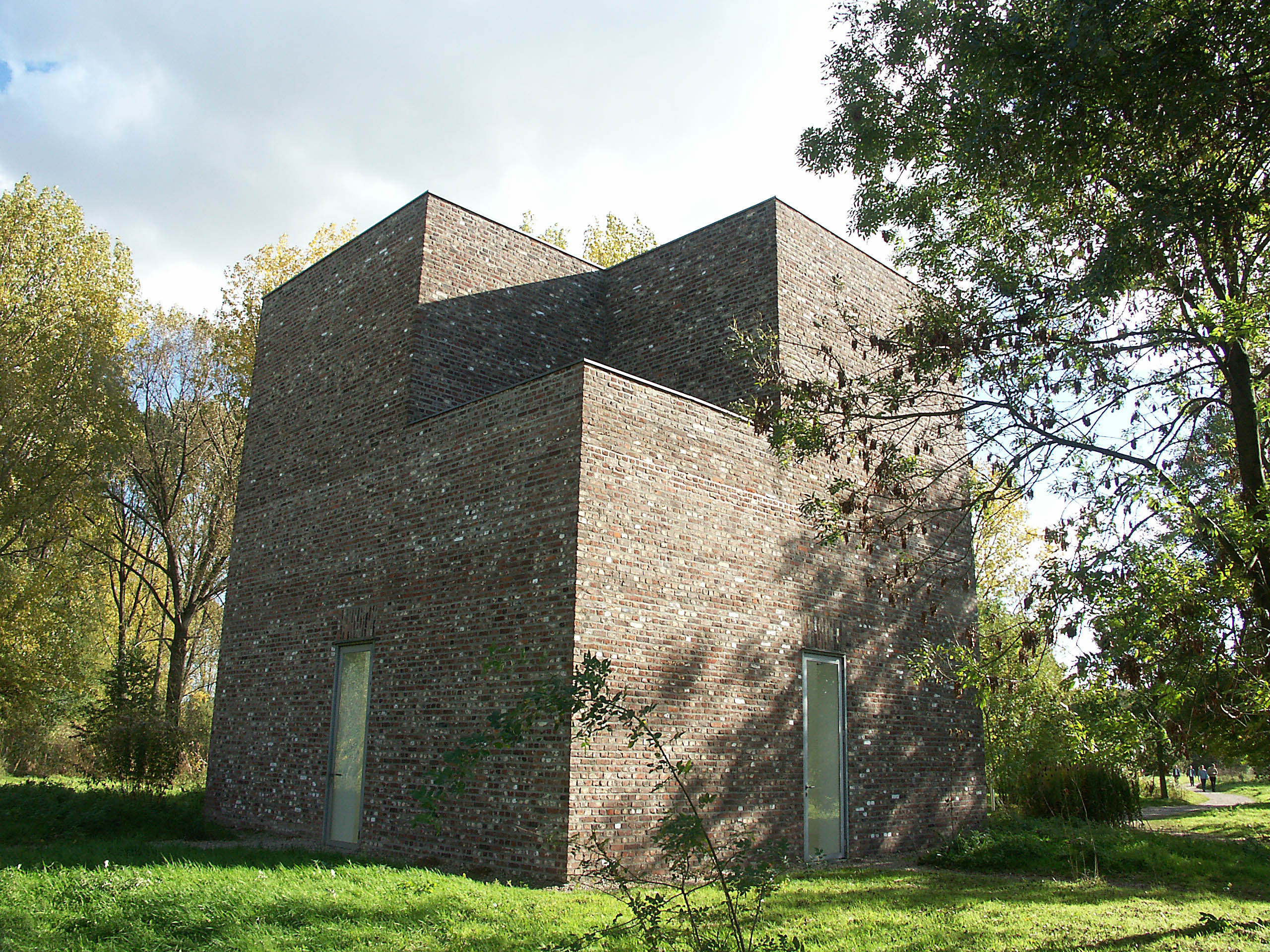
Architektur auf der Museumsinsel
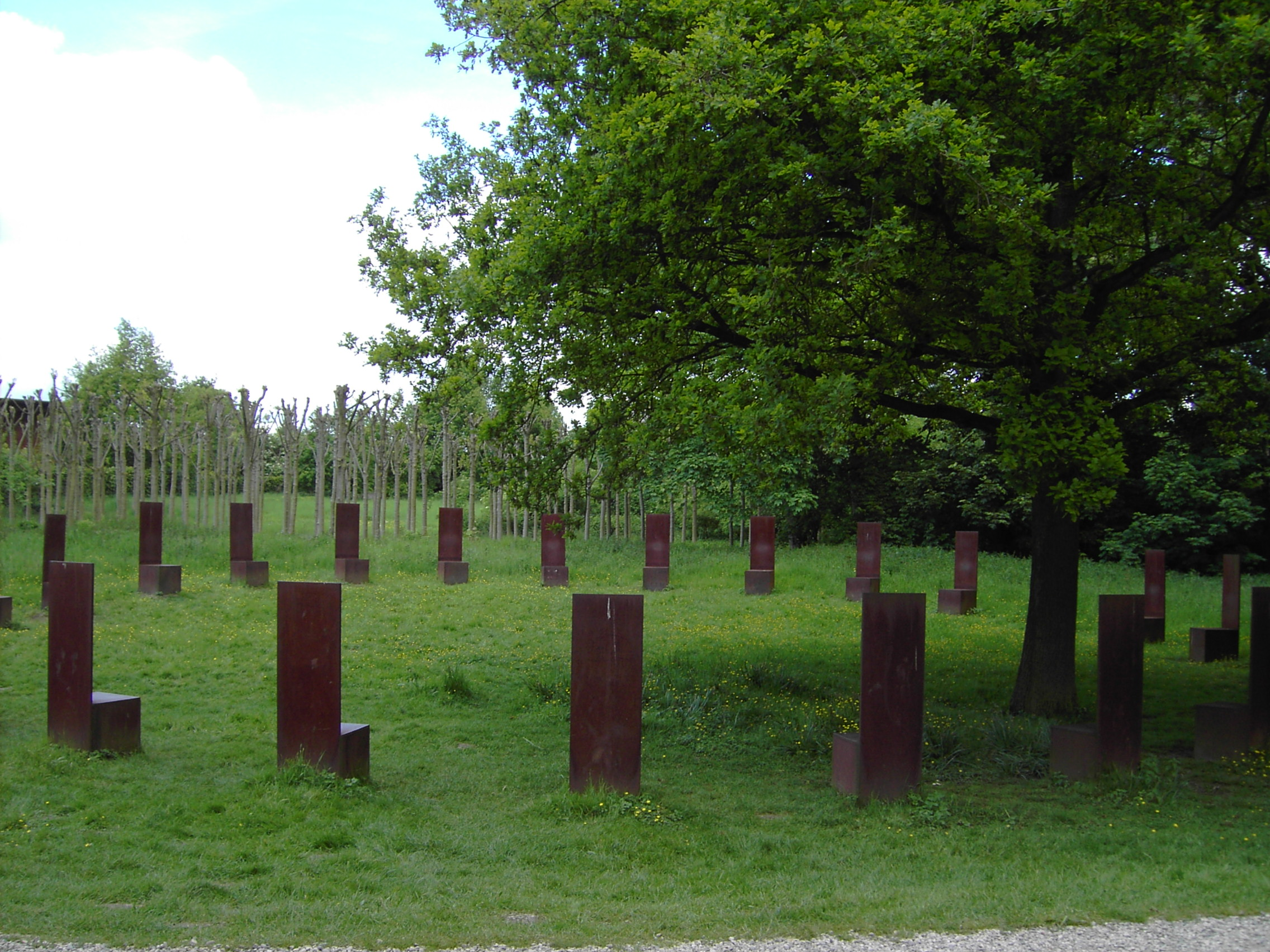
Anatol: „Parlament“
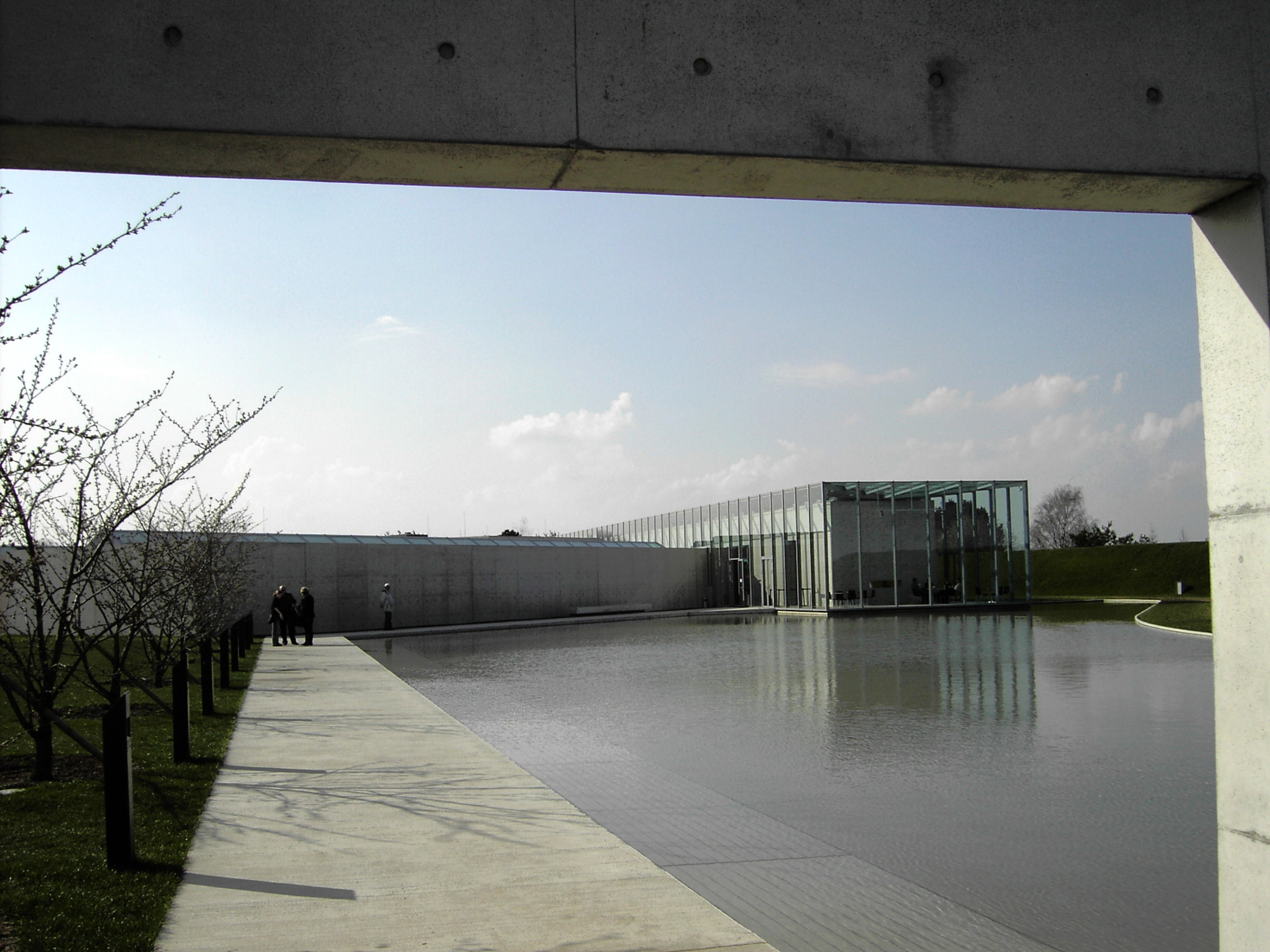
Langen Foundation

### Bauwerke
- Die katholische Kirche St. Martinus wurde im Zweiten Weltkrieg zerstört, jedoch blieb der Glockenturm vollständig erhalten. Die Kirchenglocken aus dem 14. Jahrhundert gehören zu den ältesten der Umgebung. Nach dem Krieg wurde das Kirchenschiff wieder vollständig aufgebaut.
- Moderne Architektur findet man im Bereich des Museums Insel Hombroich und der ehemaligen Raketenstation. Hombroich ist ein ehemaliger Rittersitz, dessen Herrenhaus aus dem 18. Jahrhundert stammt.
- Die Benediktinerinnen vom Heiligsten Sakrament sind seit 1899 im Kloster Kreitz beheimatet.
- Gegenüber der St.-Martinus-Kirche befindet sich das ehemalige Krankenhaus, dort ist heute das Bundesamt der Deutsche Pfadfinderschaft Sankt Georg (DPSG) ansässig.
- Im Süden Holzheims befinden sich auch die Überreste des Strategischen Bahndamms, einer nie fertiggestellten Eisenbahnstrecke zwischen dem Ruhrgebiet und der deutsch-französischen Grenze. Er befindet sich mit einer Länge von 13 km zwischen Holzheim und Rommerskirchen. Heute ist er ein Fuß- Reit- und Radweg mit der Qualität eines Bodendenkmals. Beeindruckend sind die Dimensionen der Brücken für die kreuzungsfreie Überführung der Straßen und Feldwege. Diese Bauwerke sind ebenso wie der mächtige Eisenbahndamm seit nunmehr 80 Jahren ungenutzt. An seinem nördlichen Ende liegt die Insel Hombroich.
- Im Südosten der Ortschaft befindet sich Kloster Eppinghoven mit der Eppinghover Mühle (51° 9′ 15″ N, 6° 40′ 44″ O), direkt an der Erft. Hierbei handelt es sich um ein ehemaliges Kloster, das 1214 in Kaarst gegründet, aber einige Jahre später hier an die Erft verlegt worden war. Zunächst waren in dem Kloster Zisterzienserinnen. Seit dem 17. Jahrhundert diente es bis zu seiner Aufhebung während der Säkularisation im Jahre 1802 als adeliges Damenstift. Die heutigen Gebäude – eine Klostermühle – wurden im 17. und 18. Jahrhundert errichtet. Das äußere Portal aus dem Jahre 1710 besitzt eine Madonna und ein Wappen mit Inschrift der Äbtissin Anna Margaretha von Randerath. Das Hauptgebäude wurde im Jahre 1695 errichtet und verfügt über ebenfalls über eine Inschrift mit dem Wappen der Äbtissin Agnes Dorothea Elisabeth von Landsberg.

### Sport
- Der örtliche Sportverein ist die Holzheimer Sportgemeinschaft.[3]  Diese trainiert auf der örtlichen Sportanlage und mit der Kanuabteilung am Bootshaus an der Erft in Minkel. Sportler der Kanuriege der HSG erlangten bei zwei Olympischen Sommerspielen in Japan und Mexiko mehrere Gold- und Silbermedaillen.

### Regelmäßige Veranstaltungen

#### Schützenfest

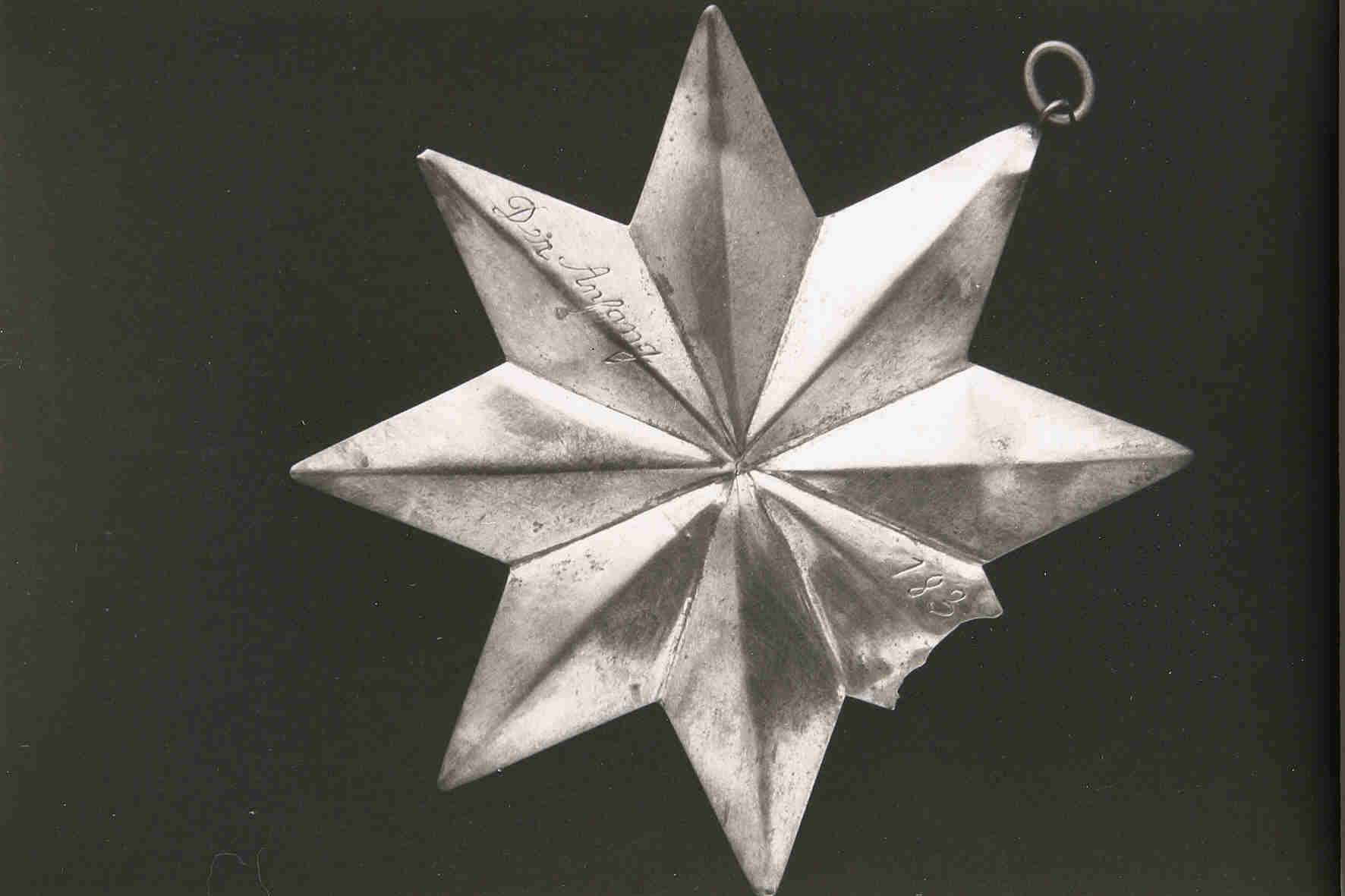
Ältester Orden des Königssilbers

Terminlich bestimmt durch den ersten Sonntag im Juli, beginnt das Schützenfest am Samstagmittag und endet mit der Königskrönung am darauffolgenden Dienstag. Das Königsvogelschießen findet jedes Jahr am Fronleichnamstag an der Holzheimer Mehrzweckhalle statt.
Der Bürger-Schützenverein gründete sich 1836; die heute noch bestehenden Einheiten der Grenadiere und der Jäger sind von Anfang an dabei. Heute setzt sich das Holzheimer Regiment aus neun Korps und Gesellschaften zusammen und hat rund 800 Mitglieder.

#### Karneval
Neben dem Schützenfest wird auch der Karneval in Holzheim gefeiert. Es gibt einen Umzug zur Feier von Hoppeditzerwachen und einen großen Rosenmontagsumzug. Siehe auch den Neusser Karneval.

## Wirtschaft und Infrastruktur
Holzheim verfügt über eine gute Anbindung an das Autobahnnetz und wird durch mehrere öffentliche Verkehrsmittel versorgt. Das große Gewerbegebiet ist Sitz mehrerer Dutzend kleiner und mittelständischer Unternehmen, darunter die ehemals selbständige Brauerei Frankenheim die heute zum Warsteiner Konzern gehört.

### Verkehr

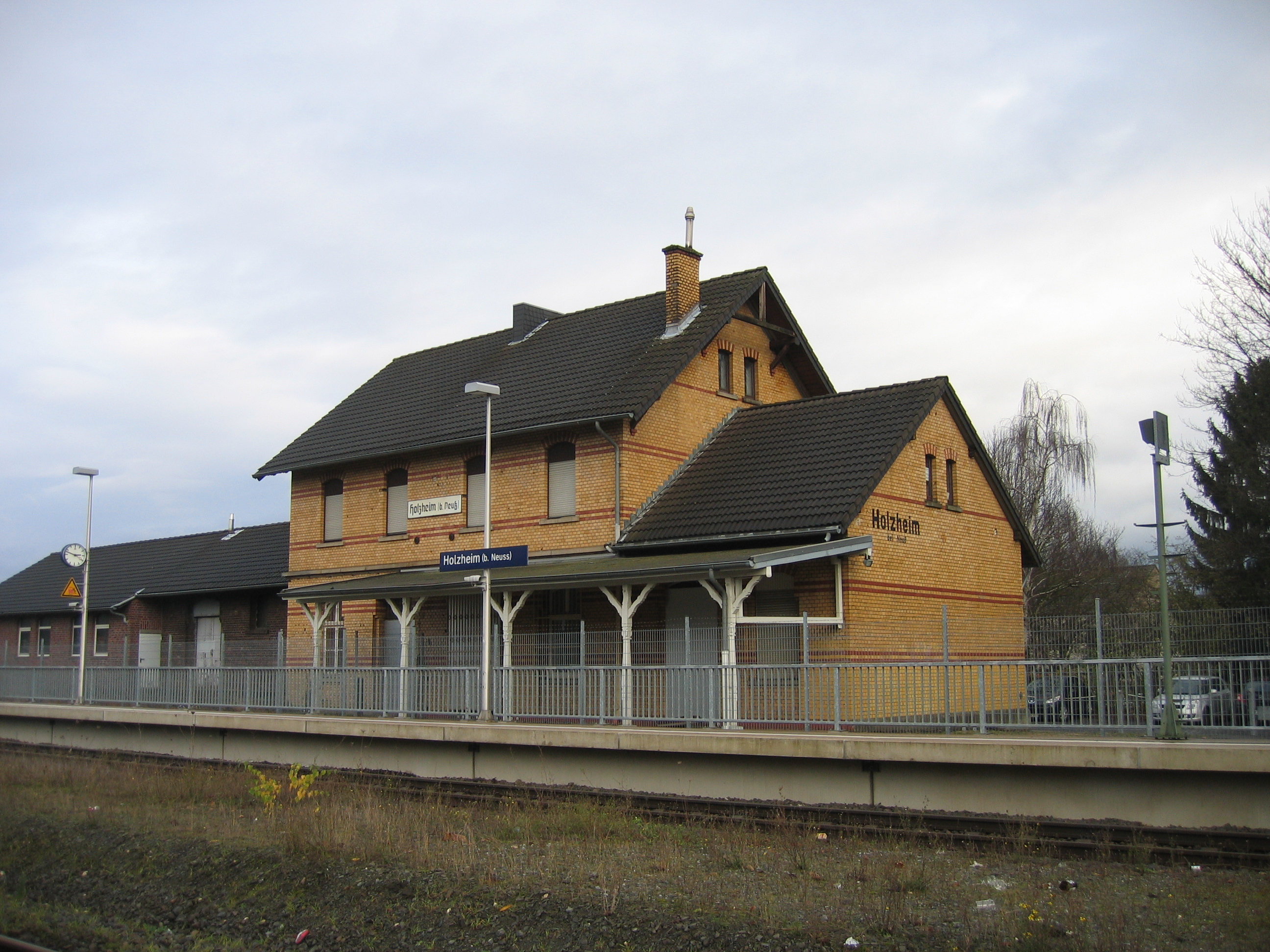
Bahnhof Holzheim (b Neuss)

Der Bahnhof Holzheim (b Neuss) liegt an der Bahnstrecke Düren–Neuss und wird von der Erft-Bahn (RB 39), einer Linie der Vias, angefahren.
| Linie | Verlauf | Takt                                          |
| ----- | --- | --------------------------------------------- |
| RB 39 | Düssel-Erft-Bahn: (Düsseldorf Hbf – Düsseldorf-Bilk –)* Neuss Hbf – Holzheim (b. Neuss) – Kapellen-Wevelinghoven – Grevenbroich – Gustorf – Frimmersdorf – Bedburg (Erft) * nur wochentags sowie am Wochenende in Tagesrandlage Stand: Fahrplanwechsel Dezember 2021 | 60 min 30 min (Neuss–Grevenbroich wochentags) |

Außerdem verkehren Buslinien der Stadtwerke Neuss (Linie 843) und der Busverkehr Rheinland (Linie 869 und 877) durch Holzheim, seit Januar 2012 auch ein Nachtexpress (NE2).
| Linie | Strecke | Bemerkungen                   |
| ----- | --- | ----------------------------- |
| 843   | Neusserfurth Nord – Hbf – Fr.-Ebert-Platz – Reuschenberg – Holzheim – Skihalle – Grefrath                       | täglich                       |
| 869   | Neuss Stadthalle – Holzheim – Kapellen-Wevelinghoven Bahnhof – Wevelinghoven – Grevenbroich Bf                  | täglich                       |
| 877   | Neuss Landestheater – NE-Süd Bf – Holzheim – Kapellen-Wevelinghoven Bahnhof – Wevelinghoven (– Grevenbroich Bf) | werktags                      |
| NE2   | Neuss Hauptbahnhof – Pomona – Reuschenberg – Holzheim – Grefrath über Skihalle                                  | samstags, sonn- und feiertags |

Nordwestlich von Holzheim verläuft die A 46, welche durch die Abfahrt Neuss-Holzheim mit dem Ort verbunden ist. In Richtung Nord-Osten kann die A 57 über die Abfahrt Neuss-Reuschenberg erreicht werden.

### Öffentliche Einrichtungen
- Fünf Kindergärten
- Bibliothek
- Medienzentrum des  Rhein-Kreises Neuss
- Eine Bezirksverwaltungsstelle der Stadtverwaltung Neuss

### Bildung
- Realschule Neuss-Holzheim
- Martinus-Schule Holzheim (Städt. Gemeinschaftsgrundschule)